# Avfallskvarn

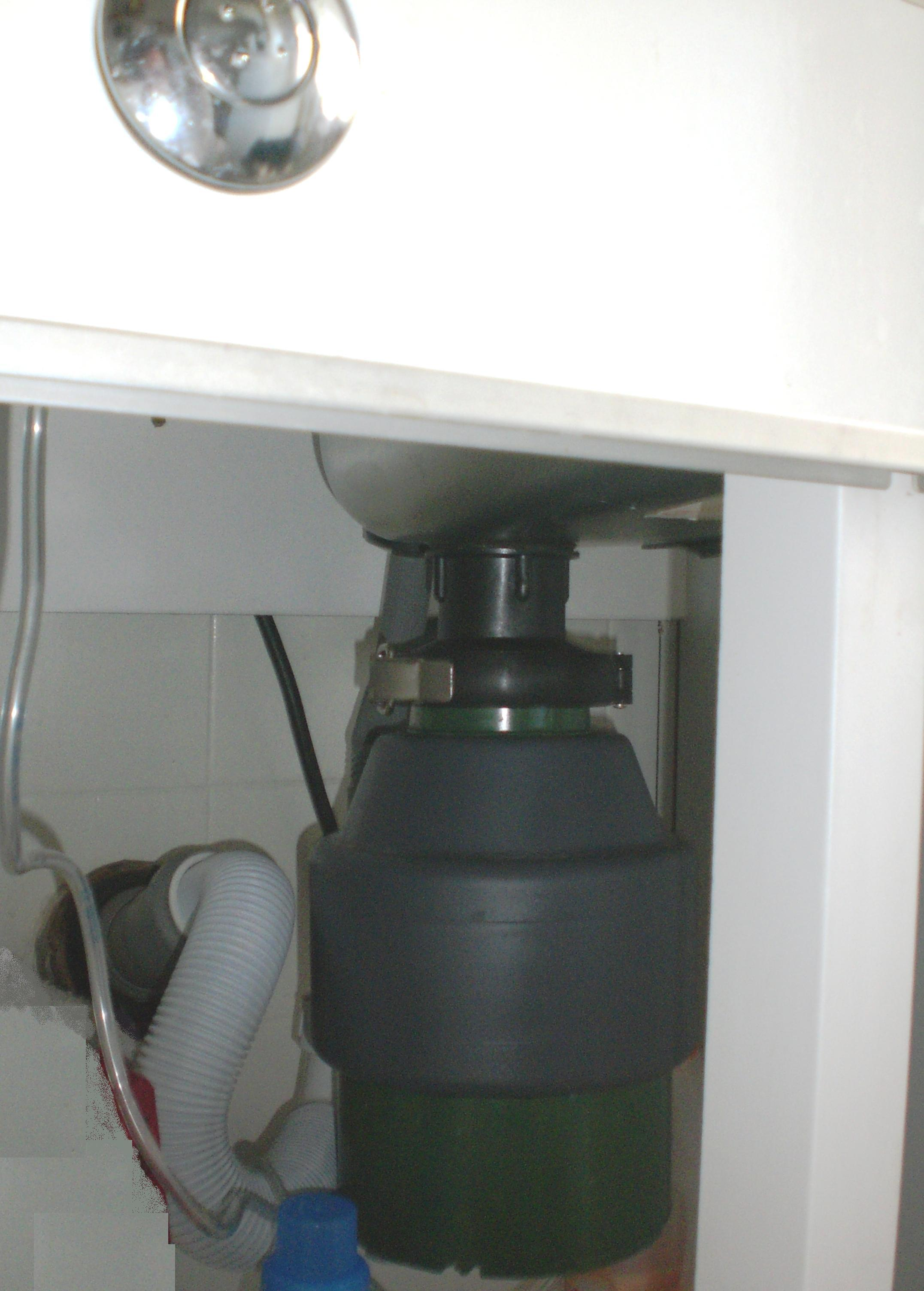
En avfallskvarn i diskbänken med utlösningsknapp (upptill).

En avfallskvarn är en apparat som är inbyggd i diskbänkens avlopp. Kvarnen mal ner organiskt köksavfall som sedan kan spolas bort i avloppssystemet. I reningsverket kan sedan biogas framställas genom rötning. Avfallskvarnar är mycket vanliga i USA och finns där i nästan varje hushåll. Det var även i USA som avfallskvarnen introducerades 1927.
Till Sverige kom avfallskvarnar på 40-talet men slog aldrig igenom. I början av 2000-talet blev avfallskvarnen aktuell i vissa Stockholmskommuner, men sedan 2024 är avfallskvarnar som transporterar matavfall via avloppsnätet inte längre godkända att användas.